# Eustrotia videns
Eustrotia videns är en fjärilsart som beskrevs av Emilio Berio 1963. Eustrotia videns ingår i släktet Eustrotia och familjen nattflyn. Inga underarter finns listade i Catalogue of Life.